# Glenmoriston

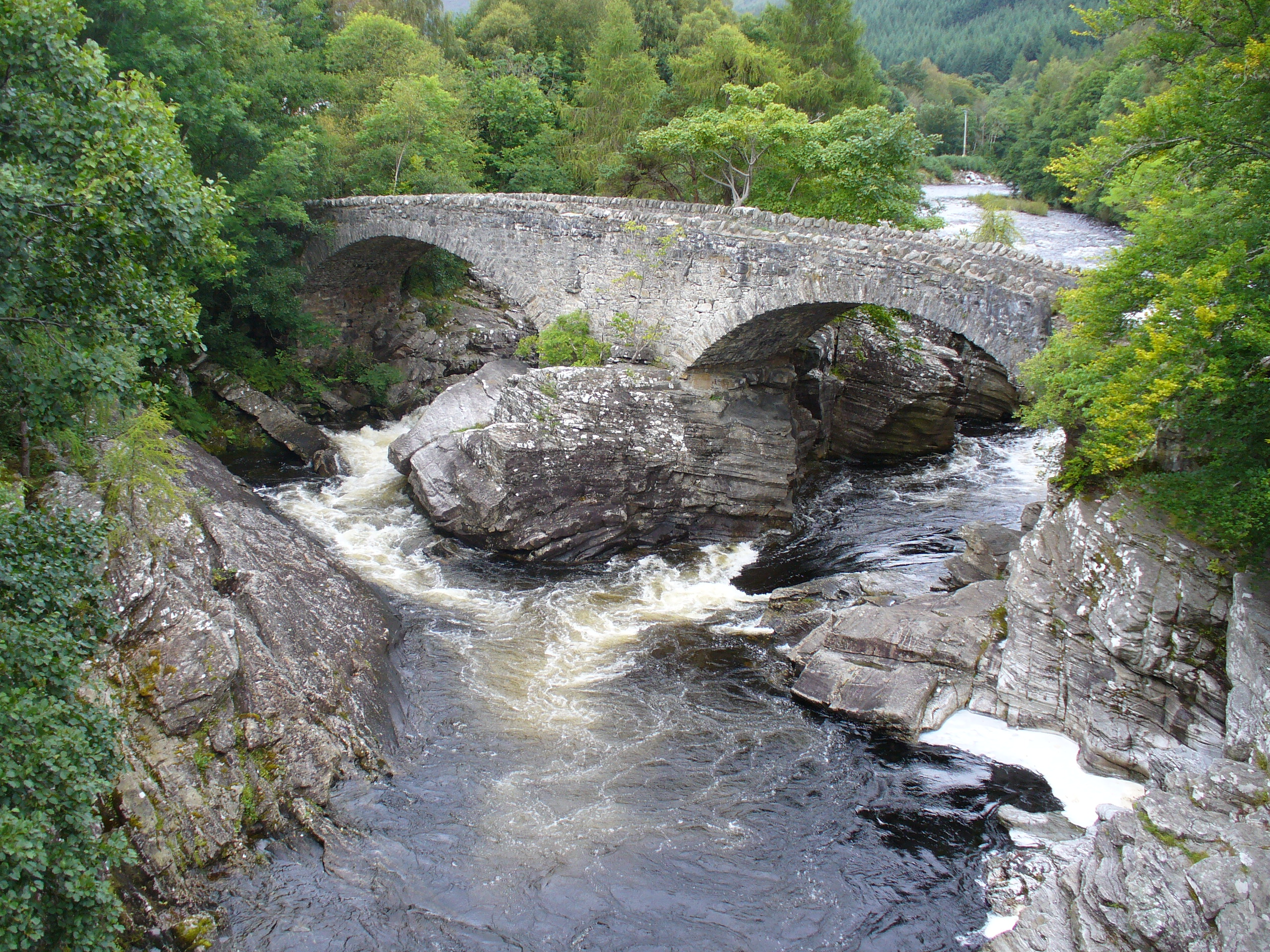
Most na Glenmoriston

Glenmoriston (gael. Gleann Moireasdan) – rzeka w północno-zachodniej Szkocji w krainie Highlands, o długości 4 mil. Glenmoriston jest jednym z głównych dopływów Loch Ness.